# Sông Đak Ha Way
Sông Đak Ha Way là một con sông đổ ra sông Đak Pơ Kơ. Sông có chiều dài 52 km và diện tích lưu vực là 719 km². Sông Đắk Po Kor chảy qua các tỉnh Gia Lai, Bình Định .